# Grüne Bohnenmuschel

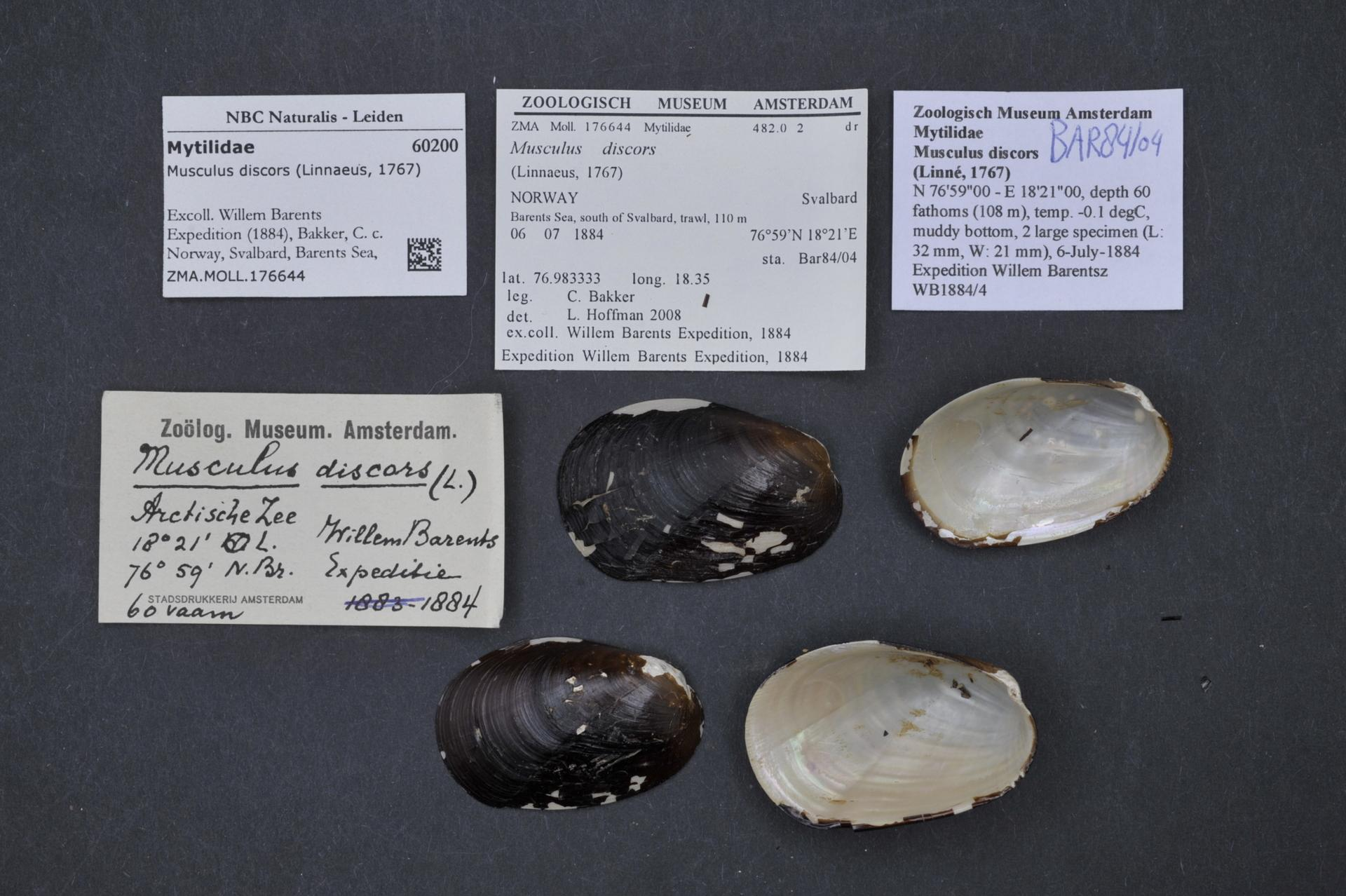
Schalen der Grünen Bohnenmuschel

Die Grüne Bohnenmuschel (Musculus discors) ist eine Muschel-Art aus der Familie der Miesmuscheln (Mytilidae). Es ist die Typusart der Gattung Musculus.

## Merkmale
Das Gehäuse ist im Umriss gestreckt eiförmig bis leicht rhombisch und etwa doppelt so lang wie hoch. Der untere Gehäuserand verläuft fast gerade. Insgesamt werden die Gehäuse bis etwa 35 mm lang. Der Wirbel sitzt nahe dem Vorderende. Vom Wirbel aus erstrecken sich zwei radiale Felder, ein vorderes und ein hinteres Feld. Das vordere Feld weist neun bis zwölf radiale Rippen auf, das hintere Feld 30 bis 35 radiale Rippen. Innerhalb dieser Felder ist der Gehäuserand durch die dort endenden Rippen gekerbt. Die Grenze zwischen hinterem radialen Feld und nicht berippten Mittelfeld ist kielartig verstärkt. Der Kiel endet am Gehäuserand in einer kleinen Ausbuchtung. Die Außenskulptur prägt sich auf die Innenseite durch. Die Anwachsstreifen sind nur schwach ausgebildet. Das vergleichsweise dünne Periostracum ist hell olivgrün. Wird das Peristracum entfernt ist die Schale hell bräunlich. Die Innenseite glänzt perlmuttrig. Das Schloss ist zahnlos, die Mantellinie ist nicht eingebuchtet.

## Geographische Verbreitung und Lebensweise
Die in ihrem Lebensraum recht häufige Muschelart kommt auf der Ostseite des Atlantiks von der Arktis bis zu den Kapverdischen Inseln vor. Auf der Westseite des Atlantiks von der Arktis bis zum Long-Island-Sund. Im nördlichen Pazifik von den Aleuten bis zum Puget-Sund und Nordjapan. Sie lebt auch in den Randbereichen der Nordsee und dringt in die westliche Ostsee vor. Sie kommt auch im östlichen Mittelmeer vor.
Die Grüne Bohnenmuschel lebt mit Byssusfäden angeheftet an Steinen oder Algen, oft in den Wurzeln von Laminaria oder zwischen Corallina officinalis. Ältere Tiere sind in ein regelrechtes Byssusnest eingesponnen. Sie kommt vom sehr flachen Wasser bis in etwa 20 m Wassertiefe vor.

## Taxonomie
Das Taxon wurde von Carl von Linné 1767 in die wissenschaftliche Literatur eingeführt. Es ist die Typusart der Gattung Musculus Röding, 1798 durch subsequente Bestimmung.